# Pit
Pit (pol. wgłębienie) – wgłębienie w nośnikach optycznych, takich jak CD, DVD, HD DVD, Blu-ray czy HVD.
Wiązka lasera padająca na nośnik jest albo rozpraszana (absorbowana) we wgłębieniu (pit) albo odbijana od powierzchni (ang. land). Przy użyciu odpowiednich algorytmów stopień odbicia lub rozproszenia tej wiązki konwertowany jest na ciąg jedynek i zer, a ten z kolei pozwala na odtworzenie danych, które wcześniej zostały tam zapisane.
W rzeczywistości pit jest wgłębieniem tylko na wzorcowym „dysku-matce”, a ponieważ jest on odbijany na każdym dysku-kopii, to na nim występuje już jako wypukłość.